# Ryan Ochoa
Ryan Ochoa est un acteur américain d'origine mexicaine né le 17 mai 1996. Il est surtout connu pour son rôle de Lanny dans Paire de rois qui est diffusé sur Disney XD et de son rôle de Chuck Chambers dans iCarly.

## Vie privée
Ryan est né à San Diego en Californie. Il a quatre frères et sœurs : Rick né en 1992, Robert né en 1998, Raymond né en 2001 et Destiny née en 2011. Il a des origines mexicaines.

## Carrière
Ryan a commencé à jouer à l'âge de 8 ans, il a fait un casting pour une pub nommée Dairy Queen.
Ryan Ochoa a fait ses débuts dans un film en 2007 nommé Perfect Game dans le rôle de Norberto.
Il a aussi prêté sa voix au personnage de Rick dans le film d'animation Astro Boy avec Moises Arias.
Ryan apparait aussi dans la série télévisée iCarly dans les épisodes J'embête Lewbert, La Meilleure Amie, Mélanie, L'Amour perdu de Lewbert et Vague de chaleur.
Il abandonne son rôle de Chuck dans iCarly pour jouer le rôle de Lanny dans la série télévisée Paire de rois avec Mitchel Musso ou encore Doc Shaw. Dans la saison 3 de Paire de rois, Mitchel Musso est remplacé par Adam Hicks et devient l'un des personnages principaux.